# Coniceromyia caesariata
Coniceromyia caesariata är en tvåvingeart som beskrevs av Giar-Ann Kung och Brown 2000. Coniceromyia caesariata ingår i släktet Coniceromyia och familjen puckelflugor.
Artens utbredningsområde är Venezuela. Inga underarter finns listade i Catalogue of Life.